# الاوقاع (حزم العدين)

تعديل مصدري - تعديل

الاوقاع محلة تابعة لقرية المراون، التابعة لعزلة الابعون بمديرية حزم العدين إحدى مديريات محافظة إب في الجمهورية اليمنية، بلغ تعداد سكانها 62 حسب تعداد اليمن لعام 2004.